# جون مكمان (لاعب كريكت)
جون مكمان (28 ديسمبر 1917 في أستراليا - 8 مايو 2001 في المملكة المتحدة) (بالإنجليزية: John McMahon)‏ هو لاعب كريكت أسترالي. لعب مع نادي مقاطعة سري للكريكت ‏ ونادي مقاطعة سومرست للكريكت ‏.

## وصلات خارجية
- جون مكمان على موقع إي آس بي آن كريك إنفو (الإنجليزية)